# كاسلفينيا: هارموني أوف ديسنيس
كاسلفينيا: هارموني أوف ديسنيس (بالإنجليزية: Castlevania: Harmony of Dissonance)‏ ، هي لعبة فيديو من نوع أكشن ومنصات، أنتجت عام 2002م ونشرها شركة كونامي.